# Radio Milano Libera
Radio Milano Libera fu una delle prime emittenti radiofoniche private milanesi, nata nell'ottobre 1975, probabilmente la quarta (tanto che per un breve periodo assunse la denominazione di Radio Milano 4). Fondata da esponenti della sinistra coordinati da Mario Giusti e con Bruno Contigiani come direttore responsabile, operava su 98,000 MHz dal grattacielo Breda in Piazza della Repubblica, illuminando l'area metropolitana e l'immediata periferia. Aveva sede e studi di trasmissione in Via Settembrini 1 a Milano, poi delocalizzati in Corso di Porta Romana 55. Direttore responsabile era Vilma Cazzuiani, direttore dei programmi Claudio Cerroni.

## Storia
Con un palinsesto fortemente caratterizzato dall'informazione e dalla cd. "musica impegnata", traeva sostentamento prevalentemente dall'organizzazione di concerti (di particolare rilevanza fu quello alla memoria di Demetrio Stratos nel 1979).
Nondimeno, lì esordirono speaker che sarebbero diventati emblema della radiofonia commerciale, come Max Venegoni e Guido Monti, poi approdati a Radio Studio 105. Nel 1979, entrò in crisi finanziaria, travolta dai costi di gestione elevati (così come la maggior parte delle emittenti d'informazione di quegli anni) e dalla scarsa o nulla organizzazione commerciale.

## Dopo la chiusura
Nel 1980, sulle sue ceneri, nacque il progetto Radio Città, operazione mai tentata in precedenza costituita dallo sdoppiamento in due reti di un'unica anima editoriale. Anche tale iniziativa, tuttavia, fu di breve durata e sostanzialmente fallì per le medesime problematiche che avevano afflitto Radio Milano Libera. Sulla frequenza 98,000 MHz subentrò Radio A, la radio della diocesi di Milano. Negli anni Novanta la frequenza 98,000 MHz (nel frattempo delocalizzata alle Torri del Gratosoglio in Via Saponaro, con enorme riduzione della copertura) passò prima a Lattemiele e poi a Radio Onda d'Urto (Bs), che la esercisce tuttora.